# Paşalı, Şenkaya
Paşalı là một thị trấn thuộc huyện Şenkaya, tỉnh Erzurum, Thổ Nhĩ Kỳ. Dân số thời điểm năm 2011 là 2.27 người.